# Јонкерс (Њујорк)
Јонкерс (енгл. Yonkers) град је у америчкој савезној држави Њујорк. По попису становништва из 2020. у њему је живело 211.569 становника.

## Демографија
Према попису становништва из 2010. у граду је живело 195.976 становника, што је 110 (0,1%) становника мање него 2000. године.
| Група             | 2000.  | 2010.  |
| Белци             | 99346  | 81163  |
| Афроамериканци    | 32575  | 36572  |
| Азијати           | 9526   | 11556  |
| Хиспаноамериканци | 50852  | 67927  |
| Укупно            | 196086 | 195976 |

## Партнерски градови
- Kamëz